# PC (з'єднувач)

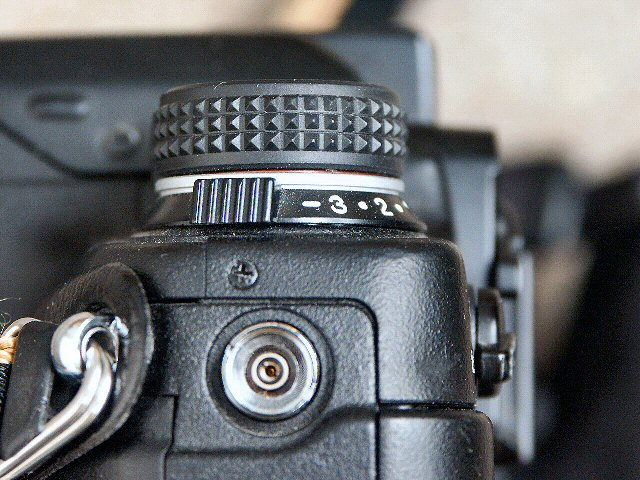
Синхроконтакт «PC» сучасної фотокамери

З'єднувач PC — електричний коаксіальний з'єднувач, використовуваний у фототехніці для синхронізації фотоспалаху із затвором фотокамери за допомогою кабелю .

## Історична довідка
Повна назва «Prontor-Compur» походить від торговельних марок двох найпопулярніших типів центральних затворів «Prontor» Альфреда Готьє і «Compur» Фрідріха Декеля, які першими підтримали цей тип з'єднувача. 1953 року фірма Zeiss Ikon затвердила цей з'єднувач, як стандарт, і він набув поширення в усьому світі. В СРСР з'єднувач стандартизовано 1957 року нормаллю НО 2349-57. 1974 року з'єднувач PC став міжнародним стандартом ISO 519.
Коаксіальний з'єднувач PC замінив численні способи з'єднання фотоспалахів із синхроконтактом затвора, які не мали єдиного стандарту. У більшості типів фотоапаратури до цього використовували окремі вилки або клеми на затворі або передній стінці камери. Наприклад, фотокамери «Exakta» ранніх випусків оснащувалися двома гніздами на передній стінці, а на корпусі центрального затвора прес-камер «Graflex Speed Graphic» встановлювали два штирі, на які надягалася відповідна колодка синхрокабелю.

## Будова

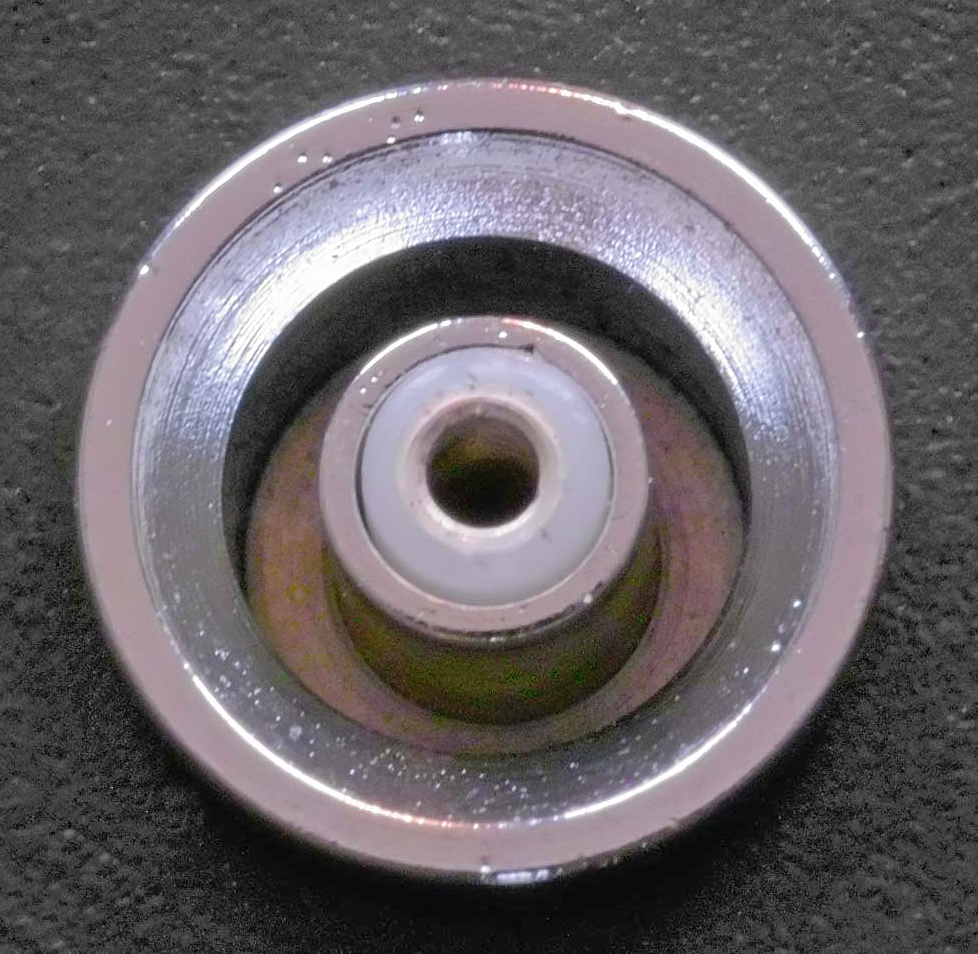
Гніздо з'єднувача типу «PC»

З'єднувач PC призначений для підключення до синхроконтакту камери кабелю, з'єднаного з ланцюгом підпалу зовнішнього фотоспалаху. При цьому полярність підключення не має значення. З'єднувач складається із зовнішньої круглої обойми, в центрі якої розташовано два циліндричні контакти, один усередині іншого. Контакти ізольовані один від одного поліетиленовим порожнистим циліндром. Вилка, відповідно, складається з центрального штиря, оточеного циліндричним зовнішнім контактом. При з'єднанні штир потрапляє всередину центрального контакту гнізда, а зовнішній контакт охоплює зовнішній циліндр. Зовнішню обойму багатьох гнізд оснащено внутрішньою різзю для надійнішого кріплення вилки, проте на вилках відповідна різьба зустрічається значно рідше, орієнтуючись на утримання контакту за рахунок тертя.
У сучасній фотографії з'єднувач типу PC використовується дуже рідко, і тільки для несистемних фотоспалахів, найчастіше, студійних. Системні спалахи з'єднуються з камерою багатоконтактним інтерфейсом гарячого черевика, а дротове з'єднання застосовують зі студійними спалахами, якщо синхронізація за допомогою інфрачервоного трансмітера з тих чи інших причин небажана. Проте, попри майже відсутність затребуваності, з'єднувачами PC досі оснащують більшість фотокамер, а для камер професійного класу він залишається обов'язковим.

## Запобіжні заходи
Спочатку з'єднувач PC був розрахований на підключення синхроконтакту безпосередньо до високовольтного кола запалювання ксенонової лампи спалаху. Механічні контакти старих фотокамер допускали проходження будь-яких струмів. У сучасних камерах роль синхроконтакту виконує центральний мікропроцесор, розрахований на невеликі струми та напруги. Тому підключення до з'єднувача PC сучасних камер фотоспалахів старих зразків неприпустиме, оскільки розряд їхнього конденсатора може повністю вивести з ладу фотоапарат.